# Otusz
Otusz (prononciation : [ˈɔtuʂ], en allemand : Ottenhaus) est un village polonais de la gmina de Buk dans le powiat de Poznań de la voïvodie de Grande-Pologne dans le centre-ouest de la Pologne.
Il se situe à environ 5 kilomètres à l'est de Buk (siège de la gmina) et à 23 kilomètres à l'ouest de Poznań (siège du powiat et capitale régionale).

## Histoire
De 1975 à 1998, le village faisait partie du territoire de la voïvodie de Poznań.

Depuis 1999, Otusz est situé dans la voïvodie de Grande-Pologne.
Le village possède une population de 456 habitants en 2013.